# 刘仲益
刘仲益（1903年—1970年8月5日），山东省海阳市小纪镇新庄头村人。中华人民共和国政治人物。

## 生平

### 民国时期
1932年10月经张静源、刘松山介绍，加入中国共产党并任本村党小组长，鼓动农民痛打税收员、反苛捐杂税。1933年，任中共莱阳中心县委组织干事。同年9月，成立中共海阳特支，刘仲益任书记。次年8月10日，刘仲益组织王希丹等18人袭击黑石嘴盐警所，夺得大枪6支，为开展沿海一带党的工作扫除了障碍。1934年8月下旬，中共海阳县委成立，刘仲益任委员。1937年12月，在夏泽村重建海阳特支，任书记。1938年农历二月十五日，刘仲益又组织40余人，智袭东村联庄会，并夺得长短枪20支，子弹800余发。同年3月，重建中共海阳县委，他担任书记。翌年1月，调胶东区党委学习，后任东烟台市海特委民运部长。
1940年7月，刘仲益以胶东代表身份，出席山东省推选国大代表会议，之后被选为省参议会议员，省农救会执委，省各救总会执委、省宪政促进会理事。1941年3-4月份，在与东海地委失去联系的情况下，刘仲益帮助海阳党组织，组建抗日武装队伍，成立了海阳县抗日民主政府。1943年2月任东海地委常委、群委书记、各救会长。1945年，任中海地委常委、群委书记、专署专员；同年10月，任东海地委常委、专署专员。1949年3月，任胶东区党委常委，行署副主任。

### 共和国时期
1950年7月，任华东民政部优抚处处长。1951年7月，任山东省合作总社副主任，党组副书记和政协常委。1955年1月，任山东省手工业管理局局长、党组书记。1959年3月，任山东省政协副主席、党组书记和省委委员。1970年8月5日逝世。